# Strefa Benioffa

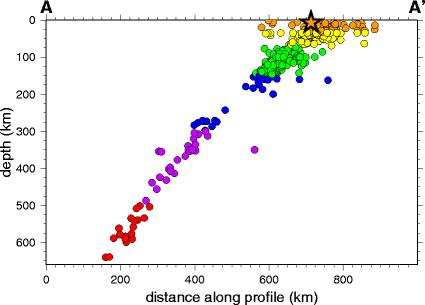
Aktywność sejsmiczna Wysp Kurylskich,trzęsienie ziemi 15 listopada 2006, 8.3 M_{w} zaznaczone gwiazdką

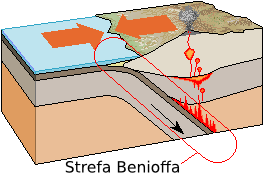
Strefa Benioffa w interpretacji teorii tektoniki płyt

Strefa Benioffa (strefa Benioffa-Wadatiego) - obszar aktywności sejsmicznej związany z łukami wyspowymi i aktywnymi krawędziami kontynentalnymi. Jest to płaska, nachylona strefa wewnątrz Ziemi, na której znajdują się ogniska trzęsień ziemi, o ogniskach położonych w dużym zakresie głębokości (od płytkich do najgłębszych, czyli do ok. 700 km). Utożsamiana jest z górną powierzchnią płyty litosfery ulegającej subdukcji.
Strefy te zostały odkryte niezależnie przez dwóch sejsmologów, Amerykanina Hugo Benioffa i Japończyka Kiyoo Wadati.
Teoria tektoniki płyt tłumaczy powstawanie tej strefy przez proces subdukcji, polegający na ruchu jednej płyty litosferycznej (zwykle płyty oceanicznej) pod drugą płytą (kontynentalną lub oceaniczną).